# Slide on This
Slide on This è un album in studio da solista del musicista britannico Ronnie Wood, pubblicato nel 1992.

## Tracce
Tutti i brani sono stati composti da Ronnie Wood e Bernard Fowler, eccetto dove indicato.
1. Somebody Else Might
2. Testify (George Clinton, Deron Taylor)
3. Ain't Rock and Roll
4. Josephine
5. Knock Yer Teeth Out (Wood, Fowler, Julian Lloyd)
6. Ragtime Annie (trad.)
7. Must Be Love (Jerry Williams)
8. Fear for Your Future
9. Show Me (Williams)
10. Always Wanted More [Duetto con Joe Elliott]
11. Thinkin'
12. Like It
13. Breathe on Me (Wood)